# Ansitz Altlehen

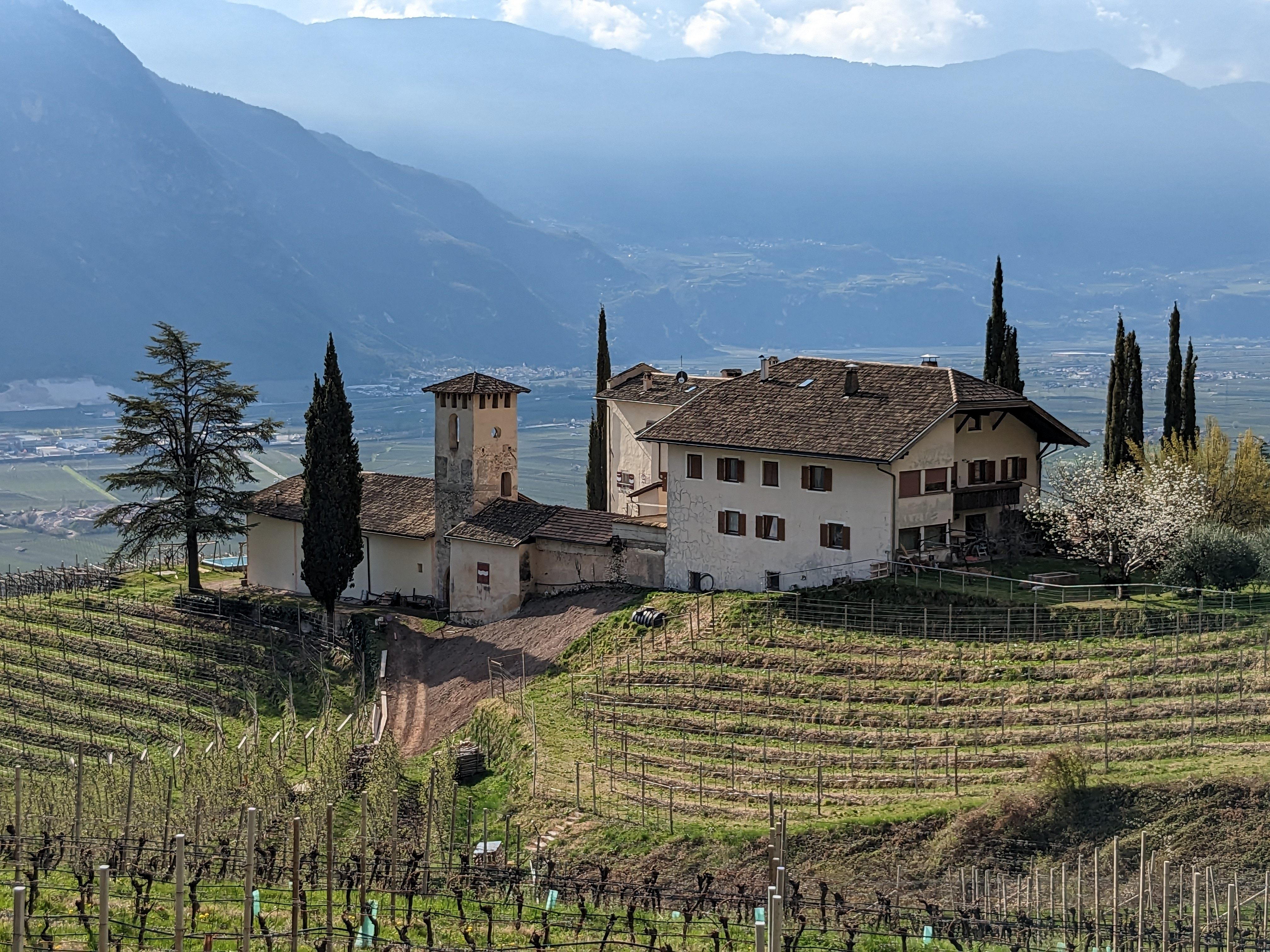
Ansitz Altlehen

Der Ansitz Altlehen ist ein geschütztes Baudenkmal in der Gemeinde Kurtatsch in Südtirol.

## Geschichte
Der burgartige Ansitz erhebt sich auf einem Hügel südlich des Dorfs Kurtatsch. Erstmals erwähnt wurde Altlehen 1259, als einer der ältesten Edelsitze des Südtiroler Unterlandes. Seit dem 14. Jahrhundert war es im Besitz der Herren von Anich. Die Erbtochter Anna von Anich heiratete Ende des 16. Jahrhunderts Franz von Spaur, wodurch Altlehen an dessen Familie kam. Darauf folgten 1687 als Eigentümer die Herren von Payr zu Kaldiff. Anfang des 19. Jahrhunderts verkaufte Leopoldine von Cazan, geb. von Payr den Ansitz an einen Bauern. Mitte des 19. Jahrhunderts wurde die  Anlage größtenteils als verfallen beschrieben. Es handelt sich um ein herrschaftliches Wohngebäude mit Ringmauer und einem Torturm aus dem 14. Jahrhundert. Daneben befindet sich die ehemalige Schlosskapelle St. Jakob. Die heutige Gestalt erhielt die Anlage in der ersten Hälfte des 16. Jahrhunderts.